# Baia Mare
Baia Mare é uma cidade e município da Roménia, no județ (distrito) de Maramureș com 123 738 habitantes (censo de 2011).

## População
| 1912  | 1930  | 1948  | 1956  | 1966  | 1977   | 1992   | 2002   | 2011   |
| 12877 | 13904 | 20959 | 35920 | 64535 | 100992 | 149205 | 137291 | 123738 |